# Regeringen Zapatero
Regeringen Zapatero var Spaniens regering 2004-2011 och leddes av José Luis Rodríguez Zapatero från Socialistiska arbetarpartiet (PSOE). Den tillträdde den 17 april 2004 efter valsegern över det sittande regeringspartiet Partido Popular i parlamentsvalet 2004. I parlamentsvalet 2008 segrade åter socialisterna och Zapatero kunde utse sin andra ministär som tillträdde den 12 april 2008. Under hösten 2011 utlystes nyval i förtid, varvid en ny regering bildades under ledning av Mariano Rajoy. Den tillträdde den 22 december 2011.
Zapateros regering bestod av följande ministrar:
| Befattning | Namn |
| --- | --- |
| Regeringschef (Presidente del Gobierno) | José Luis Rodríguez Zapatero                                                                            |
| Regeringens första vice ordförande och talesperson (Vicepresidenta Primera, Ministra de la Presidencia y Portavoz del Gobierno)                                             | María Teresa Fernández de la Vega 2004-2010 Alfredo Pérez Rubalcaba 2010-2011 Elena Salgado 2011-2011   |
| Regeringens andra vice ordförande och finansminister (Vicepresidenta Segunda y Ministra de Economía y Hacienda)                                                             | Pedro Solbes 2004-2009 Elena Salgado 2009-2011 Manuel Chaves 2011-2011                                  |
| Regeringens tredje vice ordförande och minister för territoriell politik (Vicepresidente Tercero y Ministro de Política Territorial) 2009-2011                              | Manuel Chaves 2009-2011                                                                                 |
| Utrikesminister (Ministro de Asuntos Exteriores y de Cooperación) | Miguel Ángel Moratinos 2004-2010 Trinidad Jiménez 2010-2011                                             |
| Justitieminister (Ministro de Justicia) | Juan Fernando López 2004-2007 Mariano Fernández Bermejo 2007-2009 Francisco Caamaño Domínguez 2009-2011 |
| Försvarsminister (Ministra de Defensa) | José Bono 2004-2006 José Antonio Alonso 2006-2008 Carme Chacón 2008-2011                                |
| Inrikesminister (Ministro del Interior) | José Antonio Alonso 2004-2006 Alfredo Pérez Rubalcaba 2006-2011 Antonio Camacho 2011-2011               |
| Infrastrukturminister (Ministro de Fomento) | Magdalena Álvarez 2004-2009 José Blanco López 2009-2011                                                 |
| Utbildningsminister (Ministra de Educación y Ciencia) 2004-2008 (Ministra de Educación, Política Social y Deporte) 2008-2009 (Ministra de Educación) 2009-2011              | María Jesús San Segundo 2004-2006 Mercedes Cabrera 2006-2009 Ángel Gabilondo 2009-2011                  |
| Arbetsmarknads- och socialminister (Ministro de Trabajo y Asuntos Sociales) 2004-2008 Arbetsmarknads- och migrationsminister (Ministro de Trabajo e Inmigración) 2008-2011  | Jesús Caldera 2004-2008 Celestino Corbacho 2008-2010 Valeriano Gómez 2010-2011                          |
| Närings- och turistminister (Ministro de Industria, Turismo y Comercio) | José Montilla 2004-2006 Joan Clos 2006-2008 Miguel Sebastián 2008-2011                                  |
| Jordbruks- och fiskeminister (Ministra de Agricultura, Pesca y Alimentación) 2004-2008                                                                                      | Elena Espinosa 2004-2008                                                                                |
| Miljöminister (Ministra de Medio Ambiente) 2004-2008 Minister för miljö-, landsbygd- och havsmiljö (Ministra de Medio Ambiente, y Medio Rural y Marino de España) 2008-2011 | Cristina Narbona 2004-2008 Elena Espinosa 2008-2010 Rosa Aguilar 2010-2011                              |
| Minister i regeringschefens kansli (Ministro de la Presidencia) | María Teresa Fernández de la Vega 2004-2010 Ramón Jáuregui 2010-2011                                    |
| Minister för offentlig förvaltning (Ministro de Política Territorial de España) 2004-2009                                                                                   | Jordi Sevilla Segura 2004-2007 Elena Salgado 2007-2009                                                  |
| Kulturminister (Ministra de Cultura) | Carmen Calvo 2004-2007 César Antonio Molina 2007-2009 Ángeles González-Sinde 2009-2011                  |
| Minister för hälsa och konsumentskydd (Ministro de Sanidad y Consumo) 2004-2009 Minister för hälsa och socialpolitik (Ministra de Sanidad y Política Social) 2009-2011      | Elena Salgado 2004-2007 Bernat Soria 2007-2009 Trinidad Jiménez 2009-2010 Leire Pajín 2010-2011         |
| Bostadsminister (Ministra de Vivienda) 2004-2010 | María Antonia Trujillo 2004-2007 Carme Chacón 2007-2008 Beatriz Corredor 2008-2010                      |
| Minister för vetenskap och innovation (Ministra de Ciencia e Innovación) 2008-2011                                                                                          | Cristina Garmendia 2008-2011                                                                            |
| Jämställdhetsminister (Ministra de Igualdad) 2008-2010 | Bibiana Aído 2008-2010                                                                                  |

## Fotnoter
1. ↑  de la Vega sorterar under regeringschefens kontor motsvarande svenska Statsrådsberedningen.
2. ↑  Ingen tredje vice regeringschef var utnämnd före 2009 eller efter 2011. Frågor om territoriell politik hanterades i första hand av ministern för offentlig förvaltning före 2009.
3. ↑  2004 sorterade även vetenskapsfrågor under utbildningsministern, men 2008 flyttades dessa frågor till en särskild minister för vetenskap och innovation. Samma år tillkom socialpolitiska frågor som tidigare sorterat under arbetsmarknadsministern. 2009 flyttades de socialpolitiska frågorna till hälsoministern.
4. ↑  Socialpolitiska frågor fördes över till utbildningsministern 2008 och istället tillkom migrationsfrågor för arbetsmarknadsministern.
5. 1 2  Jordbruks- och miljöministrarnas portföljer slogs samman 2008.
6. ↑  Minister för offentlig förvaltning ersattes med ministern för territoriell politik.
7. ↑  De socialpolitiska frågorna sorterade före 2009 under utbildningsministern.
8. ↑  Bostadsfrågorna sorterar under infrastrukturminister från 2010.
9. ↑  Vetenskaps- och innovationsfrågor sorterade före 2008 under utbildningsministern.
10. ↑  Jämställdhetsfrågor hanterades av arbetsmarknads- och socialministern före 2008 och hanteras av ministerns för hälsa och socialpolitik från 2010.